# Пикнетт, Линн
Линн Пи́кнетт (англ. Lynn Picknett; род. 1947, Фолкстон, Кент, Великобритания) — британская писательница, исследовательница паранормальных, оккультных, исторических и религиозных тайн.

## Биография
Родилась в апреле 1947 года в Фолкстоне. Детство прошло в Йорке.
Окончила начальную школу Парк-Гроу. Среднее образование получила в Грамматической школе королевы Анна для девочек.
Получила степень бакалавра гуманитарных наук по английскому языку в Университетском колледже Уэльса. Работала учителем, продавцом и стендап комиком.
В 1971 году стала стажёром и помощником редактора в издательстве Marshall Cavendish.
В 1980-х годах стала заместителем главного редактора журнала-партворка The Unexplained. Была ведущей на каналах ITV Anglia и Southern Television.
В 1990-е годы была приглашённым куратором проводившейся Королевским фотографическим обществом выставки «The Unexplained at Bath» и в 1999 году в Национальном музее медиа.
В начале 1990-х Пикнетт познакомилась с Клайвом Принсом, в соавторстве с которым написала ряд бестселлеров. Первой стала книга под названием «Туринская плащаница: как Леонардо да Винчи обманул историю» (англ. Turin Shroud: How Leonardo da Vinci Fooled History), в которой авторы утверждали, что Туринскую плащаницу можно сделать используя стеноп, а Леонардо да Винчи не только её подделал, но и использовал собственное изображение.
В 1997 году Пикнетт и Принс выпустили свою самую известную книгу «Откровение тамплиера: тайные стражи истинной личности Христа», которая была использована Дэном Брауном как один главных источников при написании романа «Код да Винчи». Позднее Пикнетт и Принс вместе появились в фильме «Код да Винчи» в небольшом эпизоде, когда главные герои едут в автобусе к церкви Темпла в Лондоне. Роберт Лэнгдон (Том Хэнкс) оставляет своё место, чтобы присоединиться Софи (Одри Тоту) в задней части автобуса, а Пикнетт и Принс в это время сидят слева.
Пикнетт является членом Клуба привидений.

## Критика
Журналист и писатель Ричард Эбанис отмечает, что «Пикнетт и Принс являются конспирологами с уклоном в оккультизм, паранормальность и НЛО».

## Сочинения
- Picknett L. Royal Romance an Illustrated History of the Royal Love Affairs. — Crescent Books, 1980. — 159 p.
- Picknett L., Grimbly S. The Royal year: a year in the life of the royal family. — Orbis, 1984. — 160 p.
- Picknett L. Flights of Fancy? 100 Years of Paranormal Experiences. — London: Ward Lock[англ.], 1987.
- Fornari A., Rombaldini E., Picknett L. The Illustrated Encyclopedia of Dreams. — Hamlyn[англ.], 1989. — 192 p.
- Picknett L. The Loch Ness Monster. — Pitkin Pictorials, 1993. — (Pitkin Guides).
- Picknett L., Prince C. Turin Shroud: In Whose Image? the Truth Behind the Centuries-Long Conspiracy of Silence. — HarperCollins, 1994. — 212 p.
- Picknett L., Prince C. The Templar Revelation: Secret Guardians of the True Identity of Christ[англ.]. — New York: Touchstone, 1997.
- Picknett L., Prince C. Stargate Conspiracy: The Truth about Extraterrestrial Life and the Mysteries of Ancient Egypt. — Penguin Group[англ.], 2001. — 448 p.
- Picknett L., Prince C., Prior S. Double Standards: The Rudolf Hess Cover-Up. — Time Warner, 2002. — 584 p.
- Picknett L. Mary Magdalene: Christianity's Hidden Goddess. — Robinson, 2003. — 286 p.
- Picknett L., Prince C., Prior S. Friendly Fire: The Secret War Between the Allies. — Mainstream, 2005. — 512 p.
- Picknett L., Prince C., Prior S. War of the Windsors: A Century of Unconstitutional Monarchy. — Hardie Grant Books, 2005. — 432 p.
- Picknett L. The Secret History of Lucifer: The Ancient Path to Knowledge and the Real Da Vinci Code. — Robinson, 2006. — 304 p.
- Picknett L., Prince C. The Sion Revelation: The Truth About the Guardians of Christ's Sacred Bloodline. — Simon & Schuster, 2006. — 514 p.
- Picknett L., Prince C. The Masks of Christ: Behind the Lies and Cover-ups About the Life of Jesus. — Simon & Schuster, 2008. — 496 p.
- Picknett L., Prince C. The Forbidden Universe: The Occult Origins of Science and the Search for the Mind of God. — Skyhorse Publishing Company, Inc., 2011. — 400 p.
- Picknett L. Mammoth Book of UFOs. — Little, Brown Book Group, 2012. — 160 p.

### Переводы на русский язык
- Пикнетт Л., Принс К. Леонардо да Винчи и Братство Сиона = The Templar Revelation / Пер. М. Звонарёва. — М.: Эксмо, 2006. — 544 с. — (Тайны древних цивилизаций). — 4000 экз. — ISBN 5-699-13582-0. Архивировано 26 мая 2015 года.
- Пикнетт Л., Принс К. Туринская плащаница = Turin Shroud in Whose Image? / Пер. А. Голов, С. Голова. — М.: Эксмо, 2006. — 384 с. — (Тайны древних цивилизаций. Документальный триллер). — 7000 экз. — ISBN 5-699-14553-2. Архивировано 26 мая 2015 года.
- Пикнетт Л. Код Марии Магдалины = Mary Magdalene / Пер. М. Звонарёв. — М.: Эксмо, 2007. — 352 с. — (Тайны древних цивилизаций. Документальный триллер). — 5000 экз. — ISBN 978-5-699-21849-3. Архивировано 26 мая 2015 года.
- Пикнетт Л. Тайная история Люцифера = The Secret History of Lucifer / Пер. А. Николаев. — М.: АСТ, 2007. — 352 с. — 5000 экз. — ISBN 978-5-17-037895-1, ISBN 978-5-9713-5269-3, ISBN 978-5-9762-1621-1.
- Пикнетт Л., Принс К., Прайор С. Неизвестный Гесс. Двойные стандарты Третьего Рейха = Double Standards: The Rudolf Hess Cover-up / Пер. Ю. Соколов. — М.: Олма-Пресс, 2007. — 528 с. — (Третий Рейх). — 4000 экз. — ISBN 5-244-05352-8.
- Пикнетт Л., Принс К. Тайны "Приората Сиона" = The Sion Revelation. — М.: АСТ, 2009. — 544 с. — (Историческая библиотека). — 1500 экз. — ISBN 978-5-17-045846-2, ISBN 978-5-403-00125-0.